# ماهی‌های ماه‌چشم
ماهی‌های ماه‌چشم (نام علمی: Hiodon) نام یک سرده از راسته زبان‌استخوانی‌سانان است.